# Skidåkning i Tasmanien

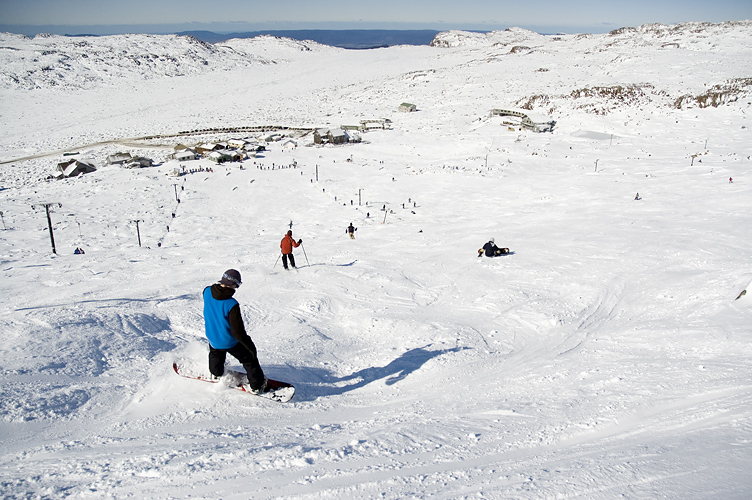
The Summit Run, Ben Lomond, Tasmanien. Augusti 2005.

Skidåkning i Tasmanien är möjlig i den australiska delstatens  höglänta delar. Längdskidåkning är möjlig i Tasmaniens vildmark och det finns två mindre områden för utförsåkning vid Ben Lomond och Mount Mawson.

## Ben Lomond
Tasmaniens främsta område för alpin skidsport finns vid Ben Lomond, 60 km från Launceston. Orten ligger på 1 460 meters höjd i Ben Lomond nationalpark med en högsta höjd på 1 570 meter. Det finns 10 backar och 6 liftar samt 6 km längdskidåkningsspår i området. 

## Mount Mawson
Begränsade möjligheter för utförsåkning finns vid  Mount Mawson i Mount Field nationalpark på mellan 1 200 och 1 320 meters höjd. Det finns 10 backar och 4 liftar i området. 

## Längdskidåkning
När vädret tillåter finns det även möjlighet till längdskidåkning, främst vid Cradle Mountain.